# Thetidia recta
Thetidia recta är en fjärilsart som beskrevs av Wilhelm Brandt 1941. Thetidia recta ingår i släktet Thetidia och familjen mätare, Geometridae. Inga underarter finns listade i Catalogue of Life.